# Hausen (bei Forchheim)

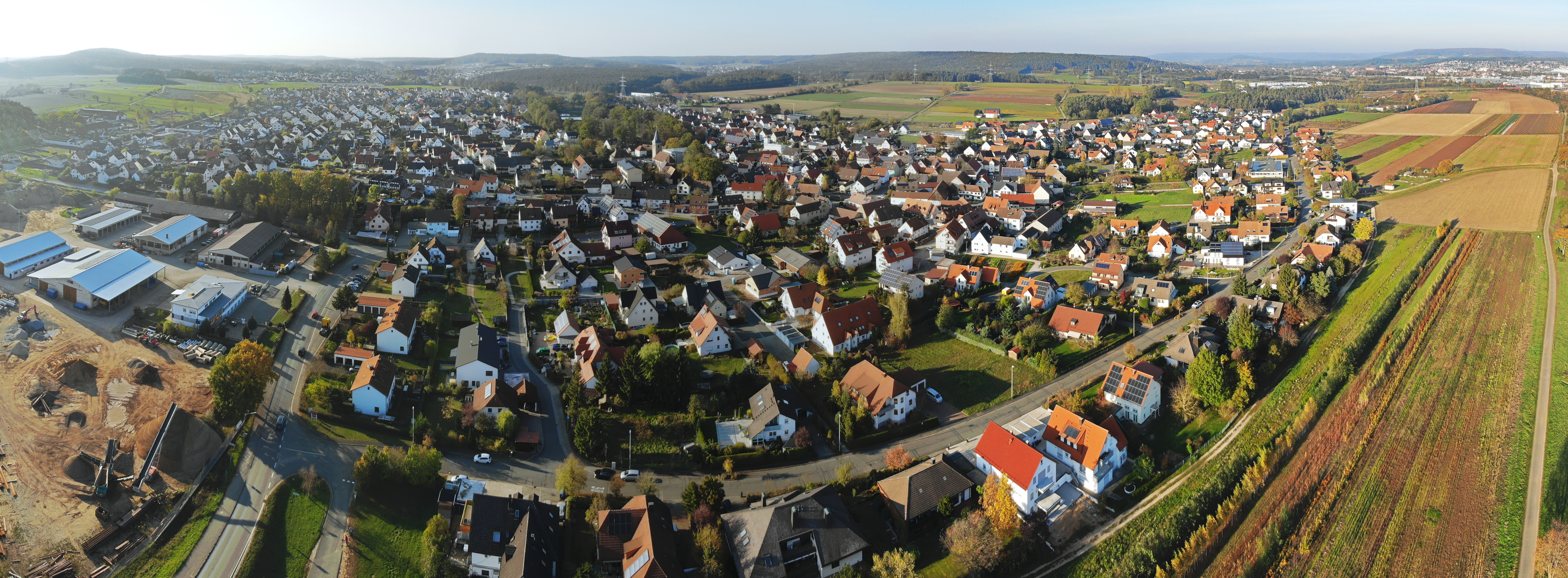
Hausen bei Forchheim Luftaufnahme (2019)

Hausen (ⓘ) ist eine Gemeinde im Landkreis Forchheim (Regierungsbezirk Oberfranken).

## Geografie

### Geografische Lage
Die Gemeinde liegt zwischen Erlangen und Bamberg unweit der Stadt Forchheim.

### Nachbargemeinden
Nachbargemeinden sind (von Norden beginnend im Uhrzeigersinn) Forchheim, Baiersdorf, Heroldsbach und Hallerndorf.

### Gemeindegliederung
Die Gemeinde Hausen hat zwei Gemeindeteile (in Klammern ist der Siedlungstyp angegeben):
- Hausen (Pfarrdorf)
- Wimmelbach (Kirchdorf)

Auf dem Gemeindegebiet gibt es die Gemarkungen  Hausen, Untere Mark (Gemarkungsteil 2) und Wimmelbach.

## Geschichte

### Bis zum 19. Jahrhundert
Erstmals urkundlich erwähnt wurde der Ort Hausen am 1. November 1007 in der Gründungsurkunde des Bistums Bamberg durch Heinrich II. Neben dem Hochstift Bamberg hatten bis zum Ende des 18. Jahrhunderts vor allem die Reichsstadt Nürnberg und das Fürstentum Bayreuth die gemeinsame Herrschaft über das Dörfchen. Die Regeln für dieses Kondominat wurden im Forchheimer Rezess von 1538 festgelegt. Die Grundherrschaft hatten 1426–1848 die Tucher.
In der napoleonischen Zeit wurde der Ort gemeinsam mit dem Fürstentum Bayreuth von 1806 bis 1810 für knapp vier Jahre französisch, bevor er 1810 zum Königreich Bayern kam. Teil des Landkreises (damals Landgericht) Forchheim wurde Hausen erst im Jahre 1857, da es aufgrund seiner engen Beziehungen zur Freien Reichsstadt Nürnberg bis dahin immer eher nach Mittelfranken orientiert war und zum damaligen Landgericht Herzogenaurach gehörte. 
Überregional bekannt wurde Hausen durch seine Pilatussage, in der behauptet wird, Pontius Pilatus sei in Hausen geboren, wobei mit den alten Hausnummern 48 und 73 sogar ganz konkret zwei Geburtshäuser genannt werden.

### 21. Jahrhundert
Im Jahre 2007 wurde das Jubiläum 1000 Jahre Hausen gefeiert.

### Eingemeindungen
Am 1. Januar 1972 wurde die Gemeinde Wimmelbach eingegliedert.

## Politik

### Bürgermeister
Bürgermeister ist seit 2020 Bernd Ruppert (CSU). Vorgänger waren Gerd Zimmer (SPD), Franz Renker (UWG) und zuvor Edmund Mauser (CSU).

### Gemeinderat
Der Gemeinderat von Hausen hat 16 Mitglieder zuzüglich des Ersten Bürgermeisters.
|      | CSU | Die Grünen | SPD | Bürgerforum Wimmelbach | UWG | JUB | JUW | Gesamt   |
| 2020 | 5   | 2          | 1   | 2                      | 4   | 1   | 1   | 16 Sitze |
| 2014 | 5   | -          | 3   | 2                      | 4   | 2   | -   | 16 Sitze |
| 2008 | 4   | -          | 4   | 2                      | 5   | 1   | -   | 16 Sitze |
| 2002 | 7   | -          | 4   | 3                      | 2   | -   | -   | 16 Sitze |

### Wappen
| Wappen von Hausen (Forchheim) | Blasonierung: „Geteilt und unten gespalten; oben in Gold ein oberhalbes schwarzes Schöpfrad; unten vorne durch einen schrägen, gestürzten silbernen Sparren geteilt von Schwarz und Rot, hinten in Silber ein schräglinker roter Palmzweig.“ |
| Wappen von Hausen (Forchheim) | Wappenbegründung: Das Schöpfrad erinnert an die alten Bewässerungsanlagen im Gemeindegebiet, welche die Umgebung geprägt haben. Die Farben Schwarz und Gold weisen auf die lang währende Beziehung des Ortes zum Bistum Bamberg. Zusammen mit 14 anderen Orten gehörte Hausen zur Ausstattung des 1007 von Heinrich II. gegründeten Bistums. Der Sparren ist dem Wappen der Freiherren Haller von Hallerstein entnommen und erinnert an deren Ortsherrschaft. Der Palmzweig weist auf den heiligen Wolfgang hin, dem die Kirche in Hausen geweiht ist. Die Gemeinde Hausen führt das Wappen seit 1964. |

## Religion
In Hausen befindet sich die katholische Pfarrkirche St. Wolfgang. Kirchlich gehört Hausen zum Dekanat Forchheim und somit zum Erzbistum Bamberg. Die Ortschaft Wimmelbach, politisch Teil der Gemeinde Hausen, gehört nicht zur Pfarrei Hausen, sondern zur Pfarrei Heroldsbach.  
Zusammen mit der Pfarrei Heroldsbach und den Pfarreien der Stadt Forchheim bildet die Pfarrei Hausen einen 2019 gegründeten Seelsorgebereich. Seelsorger im Seelsorgebereich Forchheim und für Hausen zuständig sind Pfarrer Klaus Weigand (seit 2015) und Gemeindereferent Christian Deuber (seit 2012). Der Ruhestandsgeistliche Geistlicher Rat Michael Kramer, der von 1976 bis 2005 Pfarrer in Hausen war, wohnt noch dort und wurde 1976 zum Ehrenbürger der Gemeinde ernannt.

## Wirtschaft und Infrastruktur
Bis ins 20. Jahrhundert war der Ort ein reines Bauerndorf. Heute wohnen hier im Wesentlichen Pendler, die in den benachbarten Zentren Erlangen und Nürnberg arbeiten. Eine bedeutende Industrieansiedlung war das Dachziegelwerk der Firma Lafarge/Braas. 2009 wurde der Betrieb eingestellt und das Gelände verkauft. Seit den 1970er-Jahren führt der Main-Donau-Kanal an Hausen vorbei, ebenso die Autobahn A 73 (Frankenschnellweg). Die seit dem Jahre 1892 existierende Bahnlinie nach Höchstadt an der Aisch mit einer Haltestelle in Hausen ist inzwischen eingestellt und auf dem Gemeindegebiet abgebaut. Die Gemeinde Hausen ist für ihren erfolgreichen Frauenfußball bekannt.

## Bau- und Bodendenkmäler

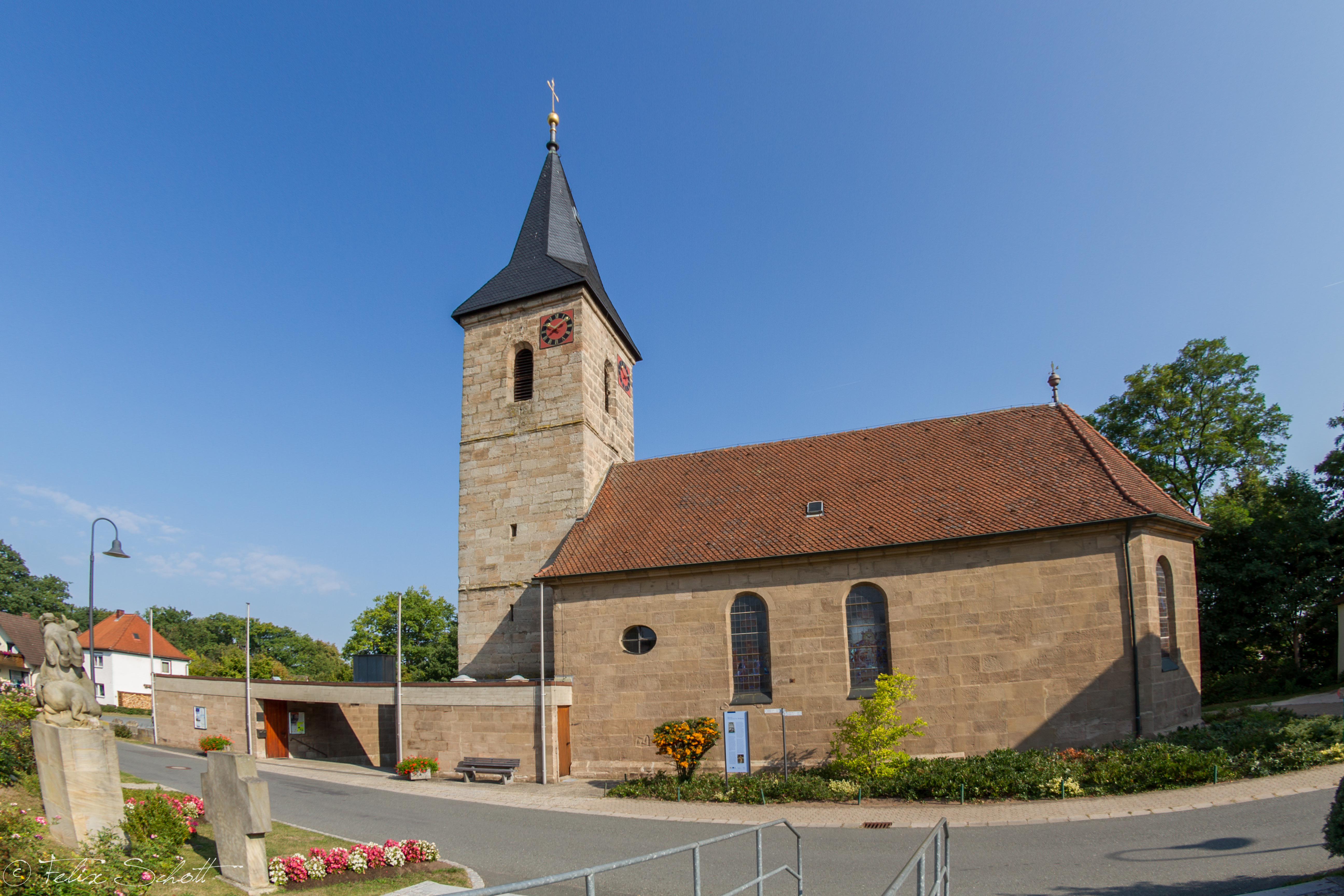
Katholische Pfarrkirche St. Wolfgang

Im Mittelpunkt des Ortes steht die im Jahre 1468 von der Nürnberger Patrizierfamilie Haller von Hallerstein erbaute Kirche St. Wolfgang, die später im Barockstil umgebaut wurde. Anziehungspunkt für Touristen ist vor allem eines der historischen Wasserschöpfräder in der Regnitz, mit denen die Bauern ihre Äcker bewässerten und von denen es früher in der Hausener Flur rund dreißig gab. Das kleine Dorfmuseum im Greifenhaus gibt einen guten Überblick zum Ort und zu seiner Geschichte.